# Mosura (film 1961)
Mothra (モスラ? "Mosura") è un film del 1961 diretto da Ishirō Honda.
Il regista Honda è considerato un maestro del kaijū eiga (cinema dei mostri) e in questo film introduce la falena gigante Mosura (Mothra nella dicitura internazionale), che in seguito diventerà una nemica-amica di Godzilla, il "re dei mostri".

## Trama
L'impresario senza scrupoli Clark Nelson cattura le due minuscole fatine Shobijin in una spedizione sull'Infant Island e le usa in uno show al circo. Per salvarle, Mothra, ancora allo stato larvale, si precipiterà in loro soccorso, distruggendo gran parte di Tokyo. L'esercito la ucciderebbe, ma la larva, imbozzolandosi sulla Torre di Tokyo, si trasformerà in una bellissima falena. Finalmente, in uno scontro a fuoco, Nelson viene ucciso e le fatine potranno tornare sull'Infant Island con la loro dea.